# 安托尼夫卡 (多林斯卡區)
48°8′56″N 32°37′39″E / 48.14889°N 32.62750°E
安托尼夫卡（烏克蘭語：Антонівка），是烏克蘭中部的村莊，隸屬基洛夫格勒州的克羅皮夫尼茨基區。該村始建於1849年，面積1.94平方公里，海拔高度128米，2001年人口298，人口密度每平方公里153.5人。